# Arsenal Hanyang

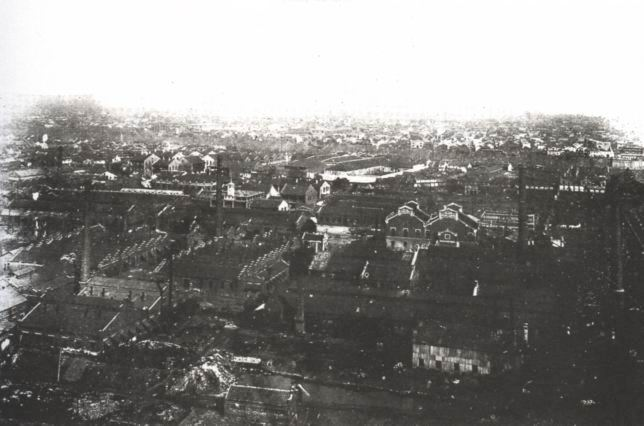
Fotografía del Arsenal Hanyang.

El Arsenal Hanyang (chino tradicional: 漢陽兵工廠; chino simplificado: 汉阳兵工厂; pinyin: Hànyáng Bīnggōngchǎng) fue uno de los mayores y más antiguos arsenales en la historia de China.

## Historia

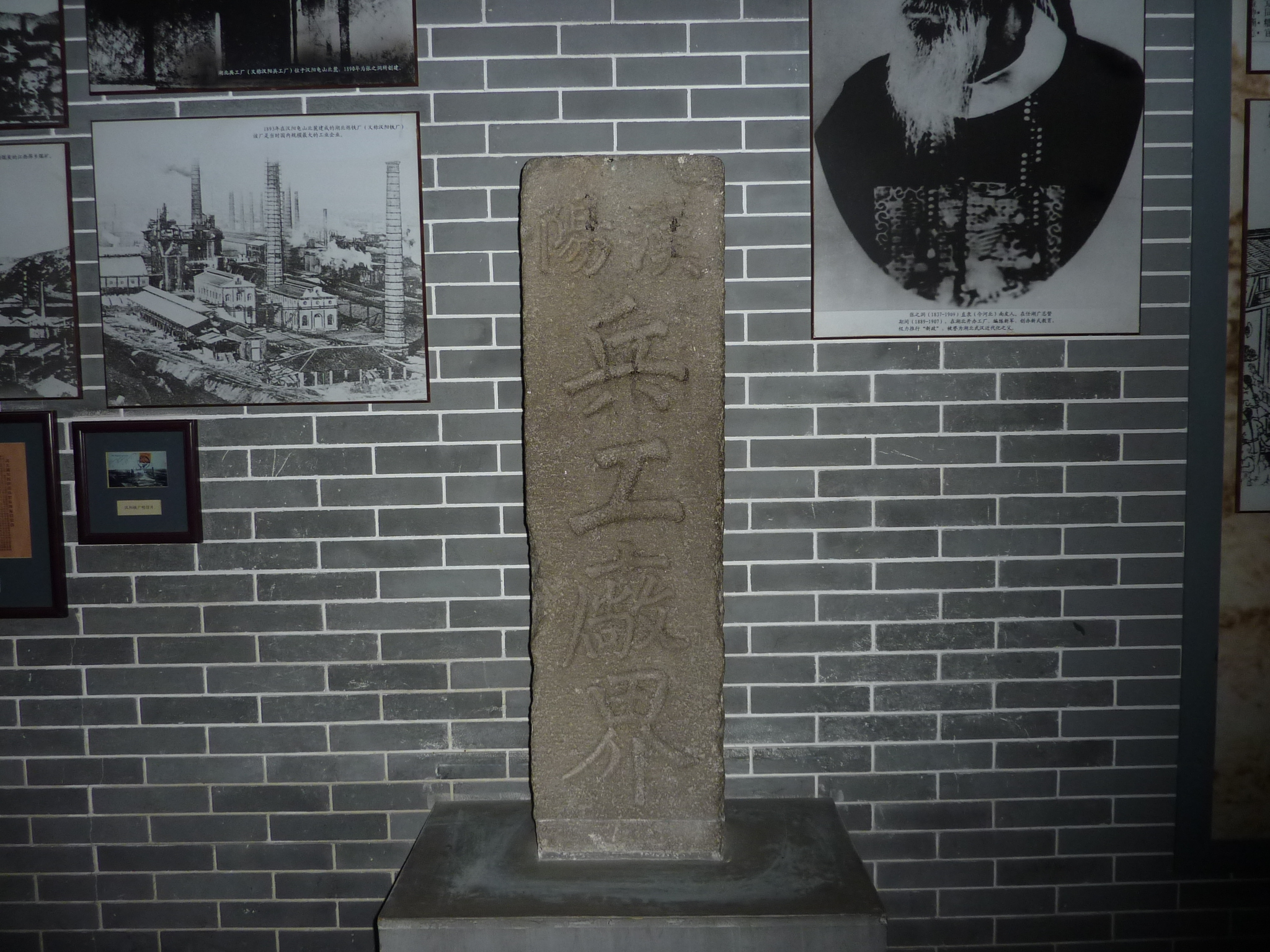
Mojón marcador del límite del arsenal. Actualmente se exhibe en el museo Revolución de Xinhai de Wuhan

Conocido originalmente como Arsenal Hubei, fue fundado en 1891 por el oficial Zhang Zhidong durante la Dinastía Qing. A tal fin, se desviaron fondos de la Flota Nanyang de la provincia de Cantón. Con un coste de alrededor de 250.000 libras esterlinas, fue construido en 4 años. El 23 de abril de 1894 terminaron las obras y el arsenal, que ocupaba unos 40 acres (161 874,4 m²), pudo comenzar la producción de cañones de pequeño calibre. Se construyeron además armas de fuego Gruson y cartuchos.
El 14 de junio de 1894, un accidente industrial, se inició un incendio en el arsenal, que destruyó todo el equipo y la mayoría de las estructuras en el arsenal, 1.000.000 de dólares en daños fueron reportados. En julio del mismo año comenzó la reconstrucción, y en agosto de 1895, todo había vuelto a la normalidad y el arsenal comenzó la producción de alemán <i id="mwIg">M1888 Comisión rifles</i>, localmente llamado 7.92 cm Tipo 88 Mauser rifle (aunque la Comisión rifle no estaba relacionado con el Mauser), hoy en día estos rifles son conocidos como los Hanyang 88 o Tipo 88 rifle. Al mismo tiempo, la munición para el rifle se estaban produciendo a una tasa de 13.000 rondas por mes.
500,000 taels se gastan anualmente en el arsenal, que construye los fusiles Mauser y el acero de las obras alrededor de Hanyang. El hierro y las minas de carbón rodearon la zona. 160,000 Mausers fueron adquiridos por el ejército Chino, junto con la montaña armas de fuego y de pequeño calibre versiones. Pólvora sin humo fue producido por armas de fuego en una fábrica junto al arsenal. El arsenal construido por sí mismo 40 Mausers un día, 6 campo de las armas de un mes. Cada día, el siguiente fue fabricado: 300 conchas, de 35.000 rifle de cartuchos, de 1.000 libras de pólvora sin humo. Se trasladó a través del río Yangtze hasta llegar a Wuchang. Fortificaciones a lo largo de China en el interior y en la costa recibido estas armas.
Durante los boxers en 1900, el arsenal se suministra a los Boxeadores con más de 3.000 fusiles y 1 millones de rondas de municiones.
En 1904, el arsenal hizo varias modificaciones a su diseño de Tipo 88, y, al mismo tiempo, la capacidad de producción se ha ampliado a 50 fusiles y 12.000 rondas de municiones por día. Por una vez en 1910, el arsenal cambió a producir el Tipo de 68 rifle, con una tasa de 38 por día.
La calidad de las armas de fuego que se producen en este período fue en general baja, debido a que el local de acero fundiciones eran, a menudo, mal equipados y mal gestionado.
Debido a su proximidad a Wuchang, los revolucionarios, durante el Levantamiento de Wuchang de la Revolución de Xinhai, que en gran medida se equipaban con extranjeros y locales armas almacenadas en este arsenal – unos 7.000 fusiles, 5 millones de rondas, 150 pack de armas de fuego y 2.000 proyectiles. El arsenal, en apoyo de la revolución, que entra en plena marcha y se comenzó a producir armas y municiones de día y de noche. [cita requerida]
La República de China se expandió el arsenal en numerosas ocasiones, y aumentó la producción. Sin embargo, la calidad sigue siendo baja. En 1917, una escuela de formación se estableció junto al arsenal. En 1921, comenzó la producción en las copias de la Browning M1917 y el Mauser M1932 "Broomhandle" de la pistola. En 1930, el diseño del Tipo de 88 una vez fue modificado de nuevo, la ampliación de la bayoneta. En 1935, una versión de la Maxim gun—el Tipo 24 inhibidores de la HMG—estaba siendo producido, basado en los modelos alemán M08.
Como el Ejército Imperial Japonés se acercó a Hanyang y Wuhan, en 1938, el arsenal se vio obligado a trasladarse a Hunan, con partes de sus activos transferidos a otros varios arsenales de todo el país. En Hunan, se continuó la producción del Tipo 88 rifle y carabina, y también la versión en chino de la Karabiner 98k, el Chiang Kai-shek rifle conocido como el Tipo de Chungcheng estilo rifle.
Con los Aliados de la victoria en 1945, los pedidos para el arsenal poco a poco se detuvo, y, el 1 de julio de 1947, el arsenal se apague. Gran parte del arsenal de utillaje se trasladó a Chongqing, donde se proporcionó la base para la posterior producción de armas allí, Chongqing Jianshe ser uno de estos preocupaciones de los fabricantes. Muchos de los empleados de alto nivel transferido a Taiwán y construido la base de lo que hoy Taiwanés arsenales.

## Armas fabricadas
- Hanyang 88
- Tipo de 68 rifle
- Fusil Chiang Kai-shek
- MG 08
- Mauser C96 pistolas en 7.63 mm y calibre 7.65 mm
- Tipo 30 ametralladora
- Fusil General Liu, uno de los primeros rifles semiautomáticos, aunque solo se fabricaron un número muy reducido.[6][7][8]